# 卡尔维肖旧堡
卡尔维肖旧堡（義大利語：Castelvecchio Calvisio），是意大利阿布鲁佐大区拉奎拉省的一个市镇。总面积15.04平方公里，人口190人，人口密度12.6人/平方公里（2009年）。ISTAT代码为066030。